# First Love (Hikaru-Utada-Lied)
First Love ist die dritte Single der japanischen Sängerin Hikaru Utada. Sie ist eine Auskopplung aus ihrem gleichnamigen japanischem Debütalbum First Love und wurde am 28. April 1999 veröffentlicht.

## Song
Der Song ist eine melancholische R&B-Ballade, die auf Japanisch mit einigen englischen Sätzen gesungen wird. Sie handelt von der verflossenen Liebe, die trotzdem immer noch einen Platz im Herzen hat.
Im Musikvideo sieht man die Sängerin alleine in einer Tanzbar. Die Menschen um sie herum feiern, doch sie singt in melancholischem Gefühl.
„First Love“ wurde 1999 als Titellied des Doramas Majo no Jōken (魔女の条件) verwendet.

## Chartplatzierungen und Auszeichnungen
Es wurden zwei verschiedene Singles veröffentlicht: Eine standardmäßige Version auf einer CD mit einem Durchmesser von 12 cm und eine Version mit 8 cm Durchmesser. Diese beiden Versionen wurden in den japanischen Oricon-Charts nicht als ein Produkt berücksichtigt, sondern getrennt ausgewertet.
| Chart (1999) | Version | Höchst- platzierung | Verkaufszahl |
| ------------ | ------- | ------------------- | ------------ |
| Japan        | 12 cm   | 2 (13 Wochen)       | 500.890      |
| Japan        | 8 cm    | 6 (19 Wochen)       | 303.430      |

In einer 2009 von Oricon durchgeführten Umfrage, welches Lied die Befragten bei einem gebrochenen Herzen hören würden, erreichte „First Live“ den 10. Platz.

## Mitwirkende
- Gitarre: Hironori Akiyama
- Strings: Yuichiro Goto
- Synthesizer programming: Takahiro Iida, Masayuki Momo
- Arrangement, Klavier: Kei Kawano
- Musik und Text: Hikaru Utada